# Holorusia monochroa
Holorusia monochroa är en tvåvingeart som först beskrevs av Christian Rudolph Wilhelm Wiedemann 1828.  Holorusia monochroa ingår i släktet Holorusia och familjen storharkrankar. Inga underarter finns listade i Catalogue of Life.